# Eliminação (engenharia ambiental)
Na área de engenharia ambiental, o termo eliminação consiste numa operação a fim de dar um destino adequado aos resíduos nos termos previstos na legislação em vigor nomeadamente:
- Deposição sobre o solo ou no seu interior, por exemplo em aterro sanitário;
- Tratamento no solo, por exemplo biodegradação de efluentes líquidos ou de lamas de depuração nos solos;
- Injecção em profundidade, por exemplo injecção de resíduos por bombagem em poços, cúpulas salinas ou depósitos naturais;;
- Lagunagem, por exemplo descarga de resíduos líquidos ou de lamas de depuração em poços, lagos naturais ou artificiais;
- Depósitos subterrâneos especialmente concebidos, por exemplo deposição em alinhamentos de células que são seladas e isoladas umas das outras e do ambiente;
- Descarga em massas de águas, com excepção dos mares e dos oceanos;
- Descarga para os mares e ou oceanos, incluindo inserção nos fundos marinhos;
- Tratamento biológico não especificado;
- Tratamento físico-químico não especificado;
- Incineração em terra;
- Incineração no mar;
- Armazenagem permanente, por exemplo armazenagem de contentores numa mina.